# Winnenden
Winnenden est une ville allemande située dans le Land de Bade-Wurtemberg. Elle est située à 15 km au nord-est de Stuttgart.
C'est le siège de la société Kärcher et Paulinenpflege Winnenden.

## Histoire
| Appartenances historiques Comté de Wurtemberg 1325-1442 Comté de Wurtemberg-Stuttgart 1442-1482 Comté de Wurtemberg 1482-1495 Duché de Wurtemberg 1495-1803 Électorat de Wurtemberg 1803–1806 Royaume de Wurtemberg 1806–1918 République de Weimar 1918–1933 Reich allemand 1933–1945 Allemagne occupée 1945–1949 Allemagne 1949–présent |

Winnenden fait partie du territoire du Royaume de Wurtemberg, créé en 1806.

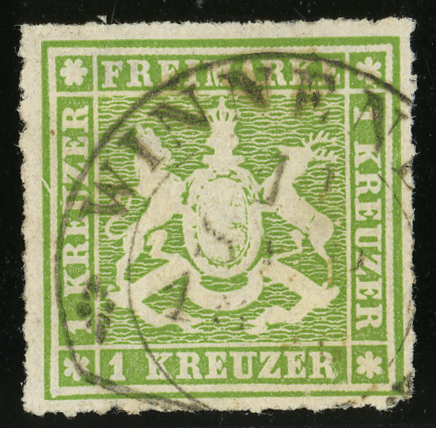
Oblitération étrier de WINNENDEN, Royaume de Wurtemberg vers 1865

### Fusillade à l'Albertville-Realschule
Le 11 mars 2009, Tim Kretschmer débarque dans la Realschule Albertville et commence alors une fusillade qui va provoquer la mort de 15 personnes (dont 9 élèves, 3 enseignantes et 3 passants tués lors de la fuite de l'assaillant). Le jeune homme, un ancien élève âgé de 17 ans, est ensuite touché par la police et a alors, selon la police, retourné son arme contre lui.

## Jumelage
- Albertville (France)
- Santo Domingo de la Calzada (Espagne)